# Wybrzeże Malabarskie

Wybrzeże Malabarskie

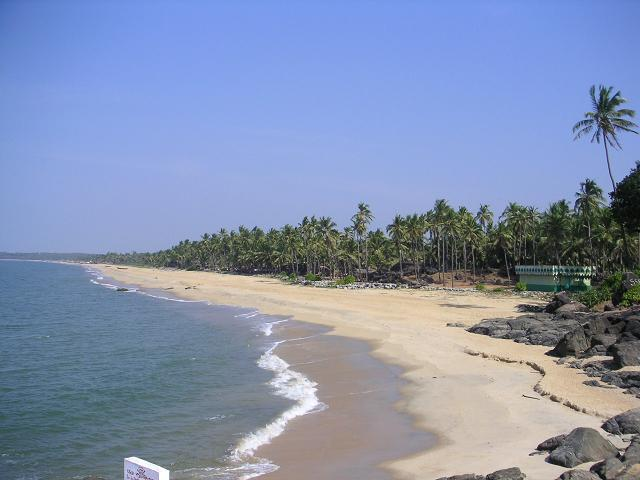
Wybrzeże Malabarskie

Wybrzeże Malabarskie (Malabar) – część południowo-zachodniego wybrzeża Indii nad Morzem Arabskim, od Goa do przylądka Komoryn.
Malabar znajduje się na terenie dwóch współczesnych stanów indyjskich: Karnataki i Kerali. Szerokość ok. 60 km. Jest gęsto zaludniony. Główne miasta: Koczin, Kalikat, Thiruvananthapuram.
Uprawia się tu ryż, palmę kokosową i eksploatuje się piaski monacytowe zawierające tor.
W starożytności część królestwa Czera. W 1498 do Kalikatu dotarł Vasco da Gama. Od XVI w. liczne faktorie europejskie. Od 1799 w posiadaniu brytyjskim. Od 1947 w składzie Indii.